# Andrij Totovyc'kyj
Andrij Oleksadrovyč Totovyc'kyj (in ucraino Андрій Олександрович Тотовицький?; Kricils'k, 20 gennaio 1993) è un calciatore ucraino, centrocampista del Kudrivka.

## Palmarès

### Competizioni nazionali
- Coppa d'Ucraina: 1

Šachtar: 2018-2019
- Campionato ucraino: 2

Šachtar: 2018-2019, 2022-2023

### Nazionale
- Coppa della CSI: 1

Under 21: 2014

### Individuale
- Miglior giocatore del Desna Černihiv: 1

2021